# مطار وجير
مطار وجير (بالصومالية: Garoonka Wajeer) هو مطار دولي في محافظة وجير، في كينيا بالقرب من محافظة جوبا السفلى في جنوب الصومال.

## الموقع
يقع مطار وجير في إياتا وايكاوفي مدينة وجير. يسكنها تقليديًا البورانا العرقيون وأيضا الصوماليون،  وتقع بالقرب من محافظة جوبا السفلى  في الصومال.
عن طريق الجو، يقع مطار واجير على بعد حوالي 495 كيلومترًا 308 ميل شمال شرق مطار جومو كينياتا الدولي،  أكبر مطار مدني في كينيا. يقع على ارتفاع 231 مترًا 758 قدمًا فوق مستوى سطح البحر،  يحتوي المطار على مدرج إسفلتي واحد يبلغ طوله 2795 مترًا 9170 قدمًا. الإحداثيات الجغرافية لهذا المطار هي: 1 ° 43 '48.00 "شمالاً ، 40 ° 5' 24.00" شرقًا خط العرض: 1.73000 ؛ خط الطول: 40.09000

## التاريخ
بني مطار وجير من قبل شركة إنشاءات إسرائيلية HZ بين عامي 1977 و 1978، كقاعدة جوية عسكرية للقوات الجوية الكينية.
في نوفمبر  2006، قررت الحكومة الكينية تعليق الرحلات الجوية المباشرة المجدولة من  الصومال وإليها بسبب مخاوف أمنية فيما يتعلق باتحاد المحاكم الإسلامية القائم آنذاك. بعد الضغط الذي مارسه التجار الصوماليون ذوو النفوذ السياسي لاستئناف رحلات الشحن، رفعت هيئة الطيران المدني الكينية تعليقها بعد بضعة أشهر في أغسطس 2007. وأشارت أيضا إلى أن جميع الرحلات الجوية يجب أن تتوقف بما ذلك في ذلك مطار وجير للجمارك والهجرة والجوازات. الفحص الأمني قبل الاستمرار في الوصول إلى وجهتهم النهائية. وفي وقت لاحق، استعانت السلطات الكينية بمصادر خارجية لبناء محطة جديدة في المطار وكلفت وكالة الطيران المدني، ومسؤولي الجمارك و الهجرة والأمن للعمل في المنشأة. في 7 سبتمبر 2007، تم تكليف مطار وجير لاستيعاب كل من رحلات الركاب والرحلات العسكرية رسميًا.
في عام 2012، قامت البحرية الأمريكية ببناء مدرج جديد يمكن أن يستوعب الطائرات الثقيلة

## شركات الطيران والوجهات

### الموظفين
يعمل في المطار حوالي 100 عامل معظمهم من ضباط الشرطة. يوجد معسكرات عسكريين يقعان داخل حدود المطار. يقع معسكر للجيش على الجانب الغربي من مبنى الركاب، مع مجمع للقوات الجوية على بعد حوالي 0.5 كيلومتر 500 م، جنوب السياج المحيط. يقوم أفراد الأمن بحراسة المدخل الوحيد للمطار لضمان الأمن

### الشركات والوجهات
يتعامل مطار وجير مع حوالي سبع رحلات في اليوم. اعتبارًا من سبتمبر 2012، يتم تقديم الرحلات المدنية مرتين في الأسبوع بواسطة اجو. ومع ذلك، فإن معظم الرحلات الجوية هي شحن. يتم استيعاب بعض الرحلات الجوية العارضة والعسكرية . اعتبارًا من أغسطس 2021، اضطرت الرحلات الجوية من الصومال إلى التوقف في مطار وجير.
| شركـات طيـران      | الوجهات                          |
| ------------------ | -------------------------------- |
| شركة طيران الكينية | مطار جومو كينياتا، نيروبي اليسون |
| جامبو جيت          | نيروبي جومو كينياتا              |